# Tonio & Julia: Wenn einer geht
Wenn einer geht ist ein deutscher Fernsehfilm von Stefan Bühling aus dem Jahr 2019. Es handelt sich um die vierte Folge der ZDF-Fernsehserie Tonio & Julia mit Maximilian Grill und Oona Devi Liebich in den Hauptrollen.

## Handlung
Tonio und Julia arbeiten nun doch weiter zusammen in der Beratungsstelle der katholischen Gemeinde St. Sixtus. Das Ehepaar Bittl sucht die Familienberatung auf, weil ihr Anwalt dies von ihnen gefordert hatte. Die beiden wollen sich nach 30 Jahren scheiden lassen, doch Tonio möchte ihnen helfen Wege zu finden, um ihre Ehe, die in der katholischen Kirche ein Sakrament ist, fortzuführen. Da Sebastian Bittl dies ablehnt und in jedem Fall geschieden werden will, bittet Tonio Julia hinzu, die da etwas mehr Handlungsspielraum hat als er als katholischer Pfarrer. Schon beim ersten Termin bemerkt Julia, dass sich die Bittls gar nicht so egal sind, wie die beiden denken. Sie findet viele Gemeinsamkeiten und regt die beiden dazu an mehr über ihre Gefühle zu sprechen. Am meisten verbinden sie ihre gemeinsamen Kinder, die nun aber alle aus dem Haus sind und Anna darüber Depressionen bekommen hatte. Ihr Mann wiederum hatte davon nichts mitbekommen und gemeint, seine Frau würde sich nicht mehr für ihn interessieren und hatte sich deshalb im Internet auf virtueller Ebene mit Frauen vergnügt. Das hat nun Anna herausgefunden und ist so erzürnt, dass Julia fast nichts einfällt, um zu vermitteln. Doch gelingt es ihr am Ende doch und beide versöhnen sich.
Als Tonio bei Julias Eltern zum Essen eingeladen ist, erfährt er, dass auch Monika und Xaver Schindel miteinander Probleme haben. Xaver fühlt sich von seiner Frau nicht so recht wertgeschätzt. Seiner Meinung nach wären ihr ihre Bilanzen wichtiger als er. Andererseits vergrämt Xaver seine Frau mit seiner schlechten Laune. Sohn Max macht seiner Mutter den Vorschlag einfach mal in die Stadt zu fahren, sich was neues zu kaufen und Xaver damit zu überraschen. Die Überraschung ereilt jedoch sie selber, als sie ihren Mann in einem Café mit einer anderen Frau sieht. Sie ist davon überzeugt, dass Xaver sie betrügt und fordert Julia auf, ihren Vater zur Rede zu stellen. Doch das übernimmt Tonio für sie und erfährt nun, dass Xaver sich für todsterbenskrank hält und das mit sich allein ausmachen will, um die Familie nicht zu belasten. Darum hatte er sich mit seiner Versicherungsvertreterin getroffen, um Details seiner Lebensversicherung abzuklären. Das lässt Tonio aber nicht zu und überzeugt Xaver einen Arzt aufzusuchen. Danach sprechen sich Julias Eltern aus und somit ist die Welt für sie wieder in Ordnung.
Bei der Familie von Julias Freundin Melli bricht die Welt jedoch zusammen, als Melli hochschwanger einen Kollaps erleidet und mit Verdacht auf eine Fruchtwasserembolie in die Notaufnahme gebracht wird. Während ihr Baby es gut übersteht, stirbt Melli. Zurück bleibt Thorsten Kleinschmidt als alleinerziehender Vater mit vier Kindern. Julia möchte ihn unterstützen, ist jedoch emotional so angegriffen, dass sie eigentlich selber Hilfe bräuchte. Auch Tonio fällt es nicht leicht den Trauergottesdienst zu halten.

## Hintergrund
Der Film wurde vom 5. Juni bis zum 8. August 2018 in München sowie in Bad Tölz und Umgebung gedreht.

## Rezeption

### Einschaltquoten
Der Film wurde bei seiner Erstausstrahlung am 14. März 2019 von 4,08 Millionen Zuschauern gesehen. Dies entspricht einen Marktanteil von 13,2 Prozent für das ZDF.

### Kritiken
Rainer Tittelbach von tittelbach.tv wertete: „Nicht immer verbinden sich die Geschichten innerhalb der Episoden von ‚Tonio & Julia‘ so stimmig wie in ‚Wenn einer geht‘, dem zweiten der vier neuen Filme der ZDF-Reihe. Weil der Plot nicht überfrachtet ist, weil das umfangreiche, allerdings nur sporadisch auftretende durchgehende Personal dem Zuschauer den Eindruck von Alltagsnähe gibt und weil die Geschichten beiläufig & entspannt ineinanderfließen, ist die Wirkung auf der Zielgeraden umso intensiver – und man hat nicht den Eindruck, dass hier nur mit emotionalisierenden Versatzstücken gearbeitet würde.“
Die Kritiker der Fernsehzeitschrift TV Spielfilm vergaben eine mittlere Wertung (Daumen gerade) und schrieben: „Der Titel verrät’s: Es wird tragisch! Die liebenswürdigen Darsteller tragen einmal mehr gutgemeinte Ratschläge über Liebe und Familie vor und ein 80’er Hit von Peter Gabriel und Kate Bush gibt die weitere Richtung vor: ‚Don‘t Give Up‘!“